# ATP6V0E2
ATP6V0E2 (англ. ATPase H+ transporting V0 subunit e2) – білок, який кодується однойменним геном, розташованим у людей на 7-й хромосомі. Довжина поліпептидного ланцюга білка становить 81 амінокислот, а молекулярна маса — 9 184.
| 10         |  | 20         |  | 30         |  | 40         |  | 50         |
| ---------- |  | ---------- |  | ---------- |  | ---------- |  | ---------- |
| MTAHSFALPV |  | IIFTTFWGLV |  | GIAGPWFVPK |  | GPNRGVIITM |  | LVATAVCCYL |
| FWLIAILAQL |  | NPLFGPQLKN |  | ETIWYVRFLW |  | E          |  |            |

A: Аланін

C: Цистеїн

E: Глутамінова кислота

F: Фенілаланін

G: Гліцин

H: Гістидин

I: Ізолейцин

K: Лізин

L: Лейцин

M: Метіонін

N: Аспарагін

P: Пролін

Q: Глутамін

R: Аргінін

S: Серин

T: Треонін

V: Валін

W: Триптофан

Кодований геном білок за функцією належить до гідролаз. 
Задіяний у таких біологічних процесах, як транспорт іонів, транспорт, транспорт протонів, альтернативний сплайсинг. 
Локалізований у мембрані.